# Патагонський льодовиковий щит

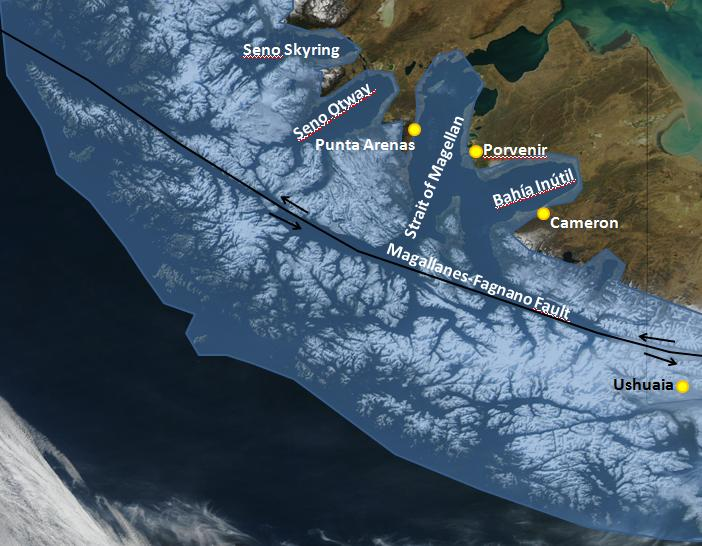
Мапа, що показує Патагонський льодовиковий щит у районі Магелланової протоки під час останнього льодовикового періоду. Сучасні поселення показані жовтими точками. Рівень моря був набагато нижчим, ніж показано тут.

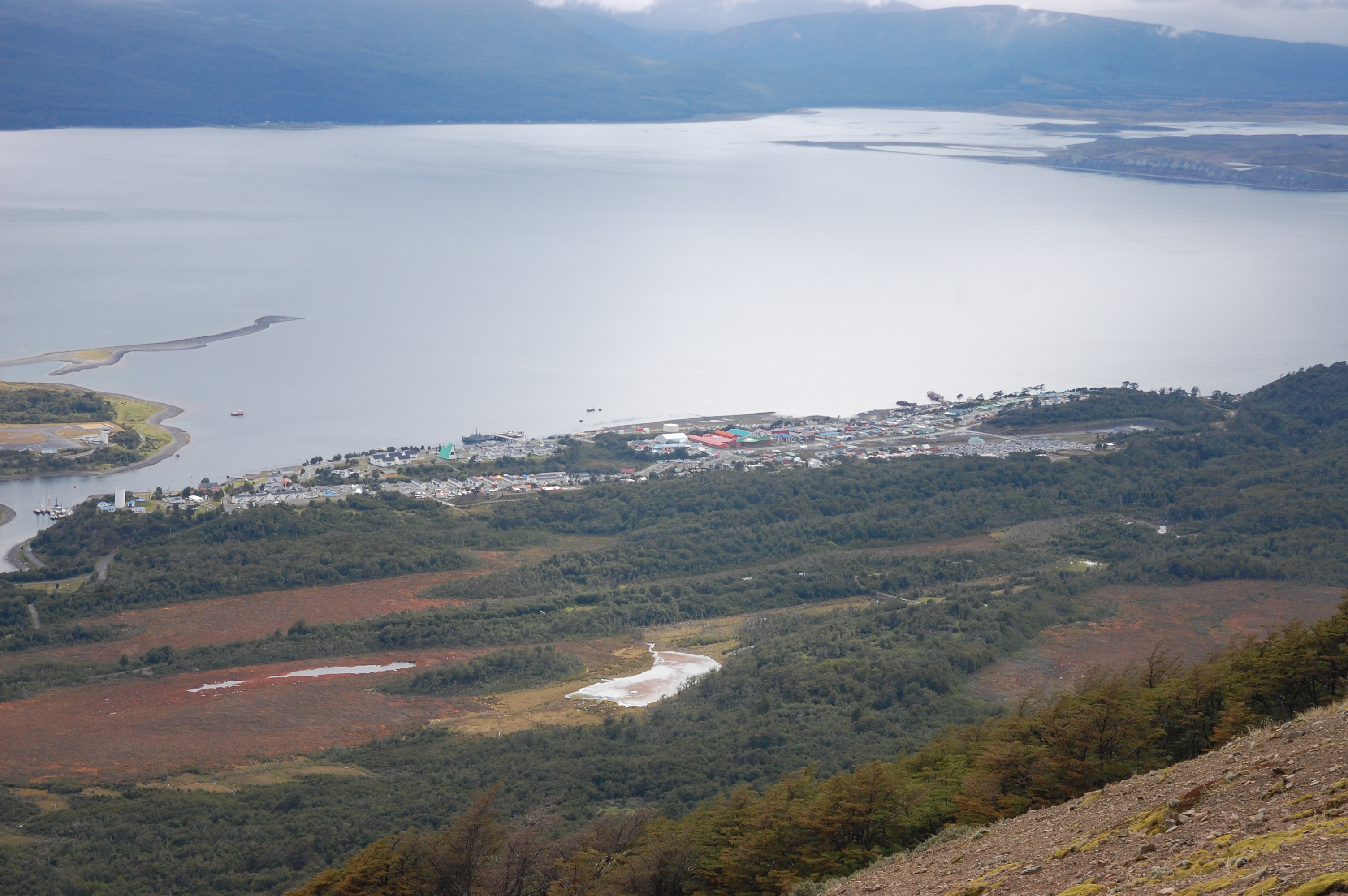
Під час останнього льодовикового періоду Патагонський льодовиковий щит створив подовжені та вкриті лісом друмліни, які можна побачити на південь від Пуерто-Вільямса, Чилі.

Патагонський льодовиковий щит — великий витягнутий та вузький льодовиковий щит, що вкривав всю територію Чилі на південь від сучасного міста Пуерто-Монтт за часів останнього зледеніння. За деякими даними Патагонський льодовиковий щит з'єднувався із льодовиками Альтіплано безперервними льодовиками, що вкривали всі південні Анди.
За часів останнього льодовикового максимуму (близько 18000-17500 років тому), Патагонський льодовиковий щит охоплював близько 480 000 км ², і мав обсяг понад 500 000 км ³. З яких приблизно 4% наразі існують і поділені на Південно-Патагонське льодовикове поле і Північно-Патагонське льодовикове поле. За часів першого плейстоценового льодовикового періоду — Брамертоніанське зледеніння (Bramertonian Stage), льодовик покривав сьогоденне Аргентинське узбережжя. Кожного наступного зледеніння, льодовик зупинявся все далі й далі на захід, посушливість завжди було вирішальним чинником зупинки поширення льодовика: Вважається, що зі сходу на захід падіння кількості опадів протягом льодовикового періоду було навіть більшим, ніж у сьогоденній Патагонії.
На відміну від Лаврентійського льодовикового щита або льодовикового щита у Північній Європі, Патагонський льодовиковий щит не був провідною причиною вимирання або втрати біорізноманіття. Це пояснюється тим, що флора залишилися на півночі льодовика була відокремлена пустелею Атакама, і легко пристосувались до зміни мікроклімату. Факт, більшість з початкових антарктичної флори існує сьогодні на землі, зайнятої льодовиковим щитом. Однак існують ознаки того, що протягом останнього дегляціалу (17500 років тому), швидке танення північного язика Патагонського льодовикового щита призвело до різкого звільнення прісної води у прилеглий океан, що зменшило його солоність та змінюючи його рівень, що призвело до значних екологічних змін як в місцевому, так і в загальнопланетарному масштабі.